# Rechle v Českém Krumlově
Krytá dřevěná trámová lávka přes Vltavu v Českém Krumlově, spojující části Nové Spolí a Plešivec, je stavba z konce 18. století.

## Historie
Lávka byla postavena v roce 1798 a sloužila k počítání vorů proplouvajících pod ní; používal se pro ni proto název rechle. Dnes je přes ni vedena místní komunikace a vodovodní řad.
V letech 1986 až 1987 byla lávka rekonstruována a zpevněna ocelovými nosníky. Další rekonstrukce, při které mimo jiné proběhla výměna dřevěné konstrukce předmostí, byla zahájena v roce 2011.

## Popis
Lávka je vystavena na čtyřech kamenných podpěrách na půdorysu ve tvaru písmene L. Vltavu přetíná v šikmém směru. Je dlouhá 110 metrů, široká 2,7 m a vysoká 4 m, do výše 2,7 metrů je krytá bedněním. Je kryta valbovou šindelovou střechou. Těsně pod ní se nachází prudký jez s propustí na jižní straně.